# أراك جنوبي
أراك جنوبي (الاسم العلمي:Salvadora australis) هي نوع من النباتات تتبع جنس الأراك من الفصيلة الأراكية.